# La Case de l'oncle Tom (téléfilm, 1987)
Pour les articles homonymes, voir La Case de l'oncle Tom (homonymie).
La Case de l'oncle Tom (Uncle Tom's Cabin) est un téléfilm réalisé par Stan Lathan, diffusé en 1987, adaptation télévisée du roman La Case de l'oncle Tom de Harriet Beecher Stowe.

## Synopsis
L'Oncle Tom et Eliza sont tous deux esclaves de la même maison dans le Kentucky.

## Fiche technique
- Titre : Uncle's Tom Cabin
- Réalisation : Stan Lathan
- Scénario : John Gay, d'après le roman de Harriet Beecher Stowe
- Photographie : Stephen W. Gray
- Musique : Kennard Ramsey
- Pays :  États-Unis
- Durée : 110 minutes
- Format : Monophonique, couleur
- Date de diffusion :  États-Unis : 14 juin 1987

## Distribution
- Avery Brooks : Oncle Tom
- Kate Burton : Ophelia
- Bruce Dern : Augustine St. Claire
- Paula Kelly : Cassy
- Phylicia Rashad : Eliza
- Kathryn Walker
- Edward Woodward : Simon Legree
- George Coe : Mr. Shelby
- Frank Converse : Trader
- Albert Hall : Quimbo
- Jenny Lewis : Evangeline 'Petite Eva' St. Claire
- Troy Beyer : Emmeline
- Shirley Jo Finney : Tante Chloé
- Samuel L. Jackson : George
- Endyia Kinney : Topsy
- Lane Trippe : Mrs. Shelby
- Irma P. Hall : Mammy
- Jerry Haynes : Dr. Phillips
- Gil Glasgow : Loker
- Harlan Jordan : Deputy
- Paul Osborne : Sambo
- Sami Chester : Sam
- Rickey Pierre : Andy
- Gerald Hopkins : Christopher à 17 ans
- B.J. Hopper : Simeon
- Robert Adams : Phineas Fletcher
- Carol Sutton : Lucy
- James Williamson : Mark - esclave capturé
- Elaine Partnow : Mrs. Smythe
- Rhashell Hunter : Jenny
- Marjie Rynearson : Rachel
- Robert Graham : Elias
- Chris Loveless : Young Christopher
- Alta Cannaday : Bea
- Walter Breaux : Adolphe
- William Ramsey : Jimmy
- Duane Dunkley : Fils de Tom